# Prez-sous-Lafauche
 Prez-sous-Lafauche  es una población y comuna francesa, en la región de Champaña-Ardenas, departamento de Alto Marne, en el distrito de Chaumont y cantón de Saint-Blin.

## Demografía
| 390 | 368 | 383 | 409 | 348 | 337 |
| Para los censos de 1962 a 1999 la población legal corresponde a la población sin duplicidades (Fuente: INSEE [Consultar]) |     |     |     |     |     |